# Харрис Твид

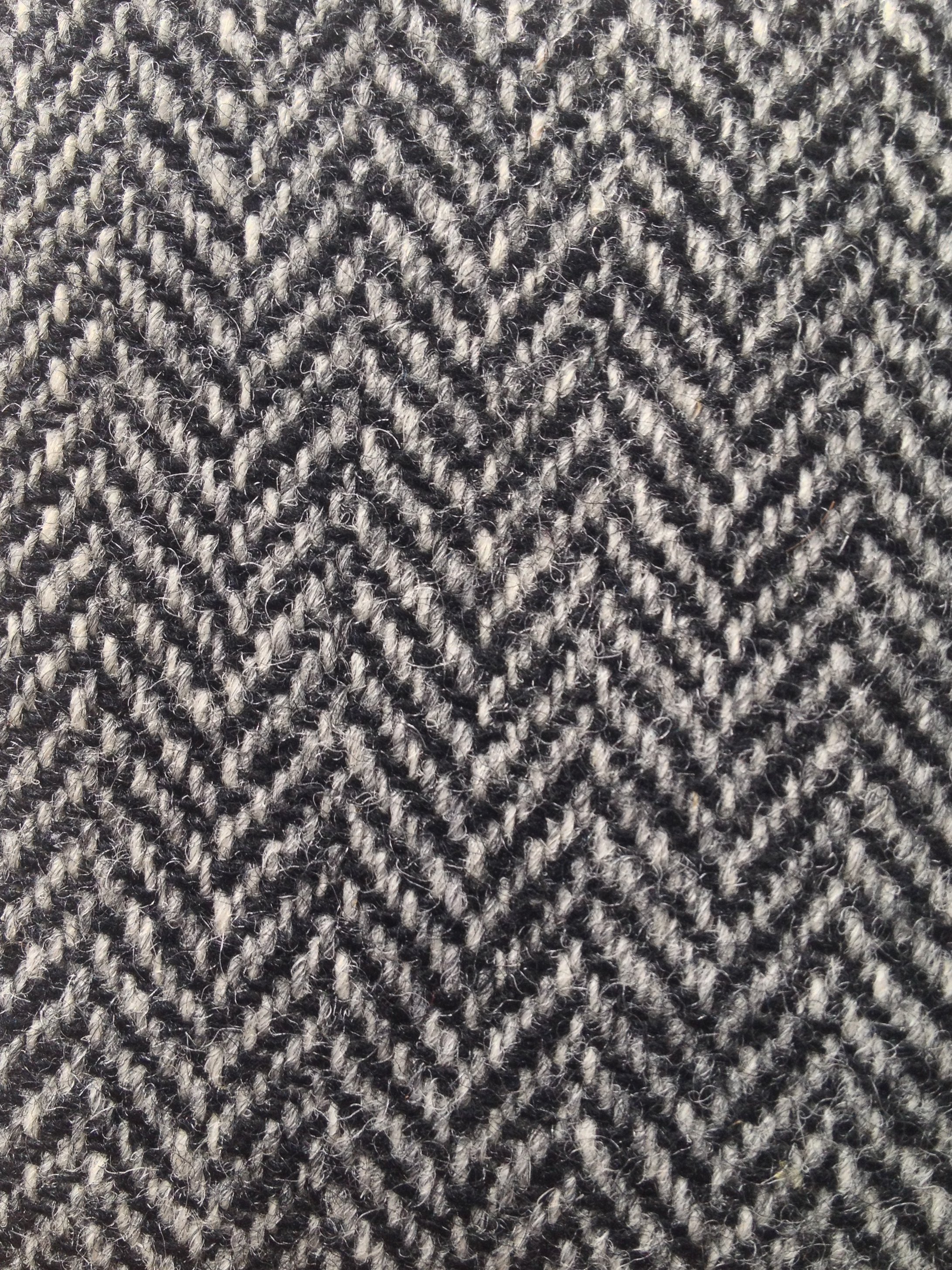
Ткань Харрис Твид с диагональным (саржевым) переплетением нитей

Харрис Твид (англ.  Harris Tweed) — это твидовая ткань, которую жители Внешних Гебридских островов Шотландии изготавливают вручную, традиционными методами, которые передавались через поколения.
На этих же островах обрабатывают и красят шерсть, а после прядут пряжу для ткани. Для достижения нужного цвета, предварительно окрашенную разными цветами чистую шерсть с шевиотских овец смешивают в нужных пропорциях по специальным рецептам, а не красят готовую пряжу. Это определение, стандарты качества и защита имени Харрис Твид закреплены Парламентом Великобритании в законе Harris Tweed от 1993 года.

## История

Острова Льюис и Гаррис

На протяжении веков островитяне Льюиса и Гарриса, Уист, Бенбекьюла и Барра ткали ткань вручную, называя ее «clò-mòr» в переводе с оригинального гэльского «большая ткань».
Сначала эта ткань ручной работы была соткана крестьянами для семейного использования, она идеально подходила для защиты от более холодного климата на севере Шотландии. Излишки ткани часто продавались или использовались как бартер, в конечном итоге превращаясь в валюту среди островитян. Например, нередки случаи, когда арендная плата оплачивалась одеялами или кусками ткани. К концу XVIII века прядение шерсти из местного сырья стало основной отраслью промышленности для фермеров. Готовая ткань ручной работы экспортировалась на самый большой из островов Шотландии и продавалась вместе с другими товарами, производимыми островитянами, такими как высушенные шкуры коз и оленей.
Первоначально название ткани было твил, её изготавливали саржевым методом. Традиционное название ткань получила почти случайно. Около 1830 года лондонский торговец получил письмо от фирмы Hawick о некоторых твилах. Лондонский торговец неверно истолковал почерк, как торговое название, взятое от реки Твид, протекающей через шотландские границы. Впоследствии товар рекламировался как твид, и с тех пор название осталось.
Когда промышленная революция достигла Шотландии, материковые производители обратились к механизации, но Внешние Гебриды сохранили свои традиционные процессы. Острова Льюис и Гаррис издавна славились высоким качеством ткачества, но к середине XIX века ткань производилась в основном для местного рынка и преимущественно для домашнего использования.
Когда Александр, 6-й граф Данмор, унаследовал имение Норт-Харрис от своего отца в 1836 году, производство твида на Внешних Гебридских островах было всё ещё полностью ручным. Шерсть промывали в мягкой, торфяной воде, а затем красили красителями из местных растений и лишайников. Затем её обрабатывали и закручивали, прежде чем соткать вручную в своих домах. Традиционный островной твид характеризовался расцветками, достигаемыми при использовании растительных красителей, в том числе красителей лишайников, называемых «кротл» (омфалоды Parmelia saxatilis и Parmelia, которые дают глубокий красный или пурпурно-коричневый и ржавый оранжевый соответственно). Эти лишайники являются источником характерного запаха старого Харрис Твид.

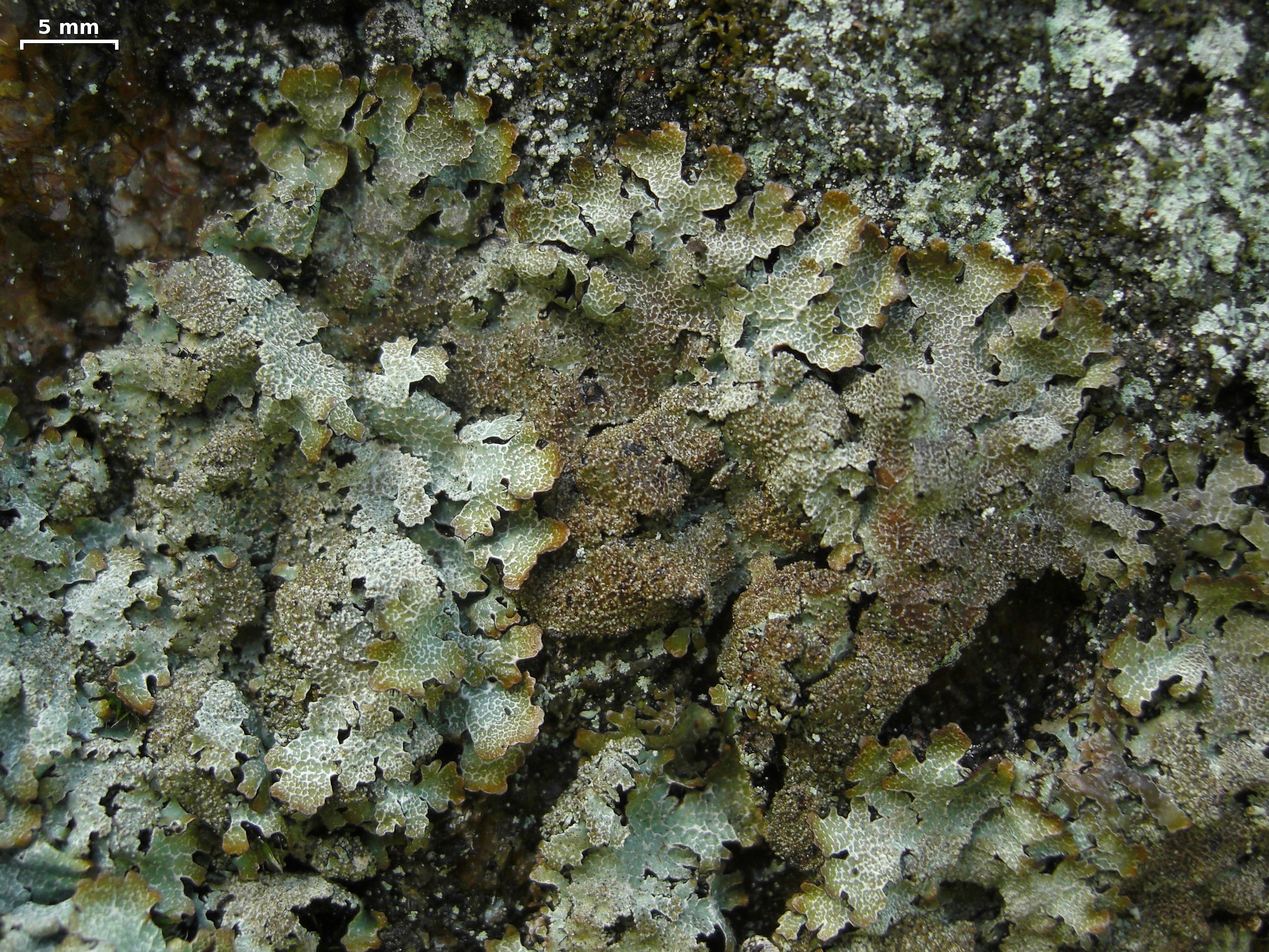
Parmelia saxatilis

После смерти 6-го графа Данмора в 1843 году ответственность за его имение на острове Гаррис перешла к его жене, леди Кэтрин Герберт. Леди Кэтрин обратила внимание на маркетинговый потенциал и высокое качество твидовой ткани, изготовленной на месте двумя сёстрами из села Стронд, известными как сёстры Пейсли. Ткань, которую они соткали, была несомненно более высокого качества, чем ткани, изготовленные неподготовленными людьми. В 1846 году графиня поручила сёстрам сплести твид с тартаном семейства Мюррей.
Она отправила готовую ткань для пошива жакетов для егерей в своём имении. Будучи износостойкой и водостойкой, новая ткань отлично подходила для жизни в имении Данмор. Леди Кэтрин увидела, что куртки, которые носят её егеря, могут быть подходящей одеждой для образа жизни на открытом воздухе, который был распространен среди её сверстников.
Графиня начала продвигать местный текстиль, как модную одежду для охоты и спорта. Вскоре твид выбирали для себя землевладельцы и аристократы того времени, в том числе люди внутреннего круга королевы Виктории. Когда спрос на этот высококачественный «Харрис Твид» установился, леди Кэтрин отправила в Шотландию больше девушек для обучения. Она усовершенствовала процесс производства пряжи, чтобы создать более устойчивую и работоспособную ткань, и к концу 1840-х годов торговцы из Эдинбурга поставляли для привилегированных классов Лондона ткань Харрис Твид ручной работы. С этого момента индустрия Харрис Твид выросла, достигнув пикового показателя производства в 7600000 ярдов в 1966 году.

## Harris Tweed Authority

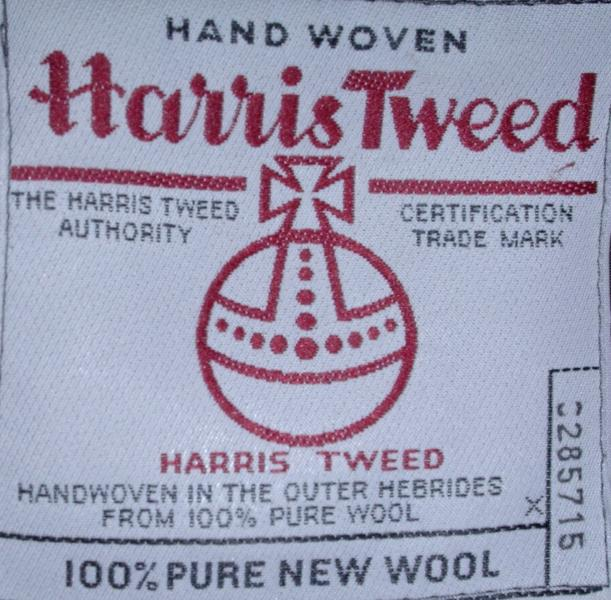
Товарный знак «Harris Tweed Orb Mark»

Поскольку спрос на Харрис Твид расширился в первом десятилетии XX века, в отрасль в поисках денег пришёл поток ткачей, и вскоре неопытные ткачи стали изготавливать твид худшего качества из импортируемой материковой пряжи, который получил унизительное название «Stornoway Tweed». Этот низкокачественный твид повлиял на рынок традиционного Харрис Твид, изготовленного опытными ткачами из пряжи, пряденной вручную.
Юридическая защита имени «Harris Tweed» с помощью товарного знака и установленного стандартного определения стала необходимой. Группы торговцев на Льюисе и Гаррисе обратились в Совет по торговле за зарегистрированным товарным знаком. Когда эта торговая марка Orb (Сфера) была в конечном итоге предоставлена, правление настаивало на том, чтобы её предоставили всем островам Внешних Гебридов, то есть Льюису, Норт-Уисту и Саут-Уисту, Бенбекьюле и Барре, а также Гаррису. Основой для этого решения было то, что твид изготавливался точно так же на всех этих островах.
В 1909 году, после долгих переговоров и некоторых споров со стороны торговцев с Гарриса, которые считали, что торговая марка должна была быть предоставлена исключительно Гаррису, была предоставлена торговая марка Orb. The Harris Tweed Association, добровольная организация, была создана для защиты использования торговой марки Orb, так и защиты имени «Harris Tweed» от подделок. В оригинальном определении, прилагаемом к торговой марке Orb, говорилось, что «Харрис Твид» означает твид, скрученный вручную, сотканный вручную и окрашенный арендаторами и батраками на Внешних Гебридах.

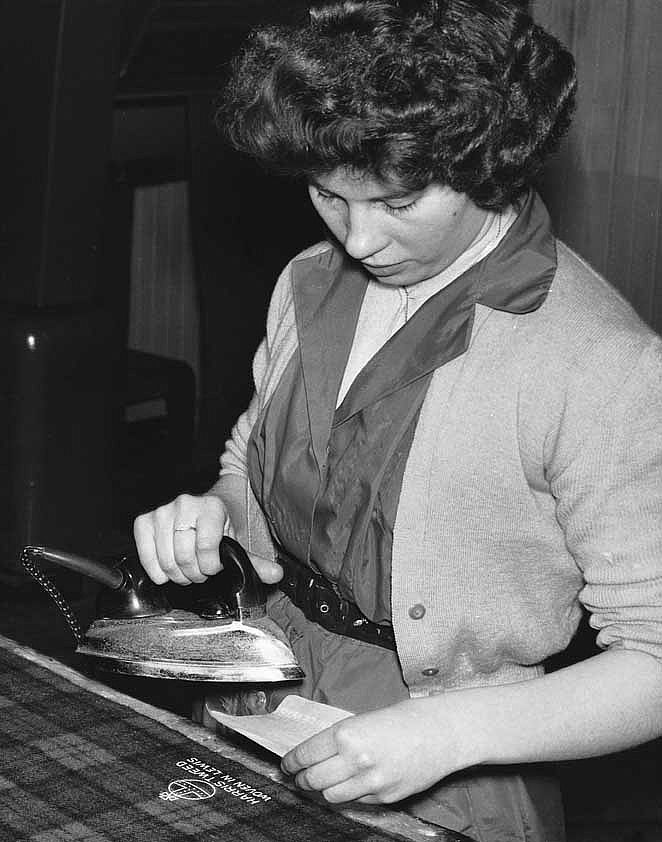
Процесс штамповки Harris Tweed Authority

В 1993 году новый уставный орган по охране торговой марки Orb, Harris Tweed Authority, заменил первоначальную организацию Harris Tweed Association. Также в 1993 году актом Парламента Великобритании, законом о Harris Tweed 1993 года, был основан Harris Tweed Authority в качестве преемника Harris Tweed Association, целью которого было «поощрение и поддержка подлинности, стандартов и репутации Харрис Твид; для предотвращения продажи в качестве Харрис Твид материала, который не подпадает под это определение…»
Следующее определение настоящего Харрис Твид стало уставным: «Харрис Твид означает твид, сотканный вручную островитянами в их домах на Внешних Гебридах, обработанный на островах Гаррис, Льюис, Норт-Уист и Саут-Уист, Бенбекьюла и Барра (Внешние Гебридские острова), сделанный из чистой натуральной шерсти, окрашенной и пряденной на Внешних Гебридах».
Сегодня[когда?] каждые 50 метров Харрис Твид проверяет инспектор из Harris Tweed Authority, а затем вручную ставит сургучный штамп с маркой Orb (сфера).
Harris Tweed Authority является юридически назначенным руководящим органом, ответственным за поддержание целостности Харрис Твид в соответствии с Законом Harris Tweed от 1993 года. Они участвуют в судебных разбирательствах, выпуска марки Orb, проверке фабрик и мастерских ткачей, продвижении индустрии и охраны Харрис Твид, от имени островитян Внешних Гебридов. Основанная в островной столице Сторновей, администрация состоит из главного исполнительного директора, секретаря, двух инспекторов и штамповщиков. Существует также наблюдательный совет неоплачиваемых сотрудников и юридическая группа, которая предоставляет свои услуги.

## Фабрики Харрис Твид
На островах действуют три фабрики, каждая из которых связана с публичной компанией. Компании занимаются маркетингом, продажами, обслуживанием клиентов и распространением Харрис Твид клиентов, в то время как их фабрики занимаются определенными аспектами производственного процесса.
- (англ. Harris Tweed Scotland) принадлежит Брайану Хаггасу с John Haggas Group, который после покупки KM Group и фабрики в Сторновей основал (англ. Harris Tweed Scotland Limited) в 2006 году.[4] Компания производит мужские пиджаки Харрис Твид и продает их в розницу в своем интернет-магазине или в специализированных магазинах для джентльменов. Это единственная полностью вертикальная компания, которая производит и продает таким образом куртки Харрис Твид. Их фабрика в Сторновей является старейшим производителем на Внешних Гебридах и производит Харрис Твид с 1906 года.

- (англ. Carloway Mill) является независимым оптовым производителем Харрис Твид в селе Карлоуей и является самой маленькой из трех существующих текстильных фабрик Харрис Твид. Она использует традиционные ремесленные машины для производства уникальной, индивидуальной и сделанной на заказ ткани Харрис Твид. В январе 2016 года владельцы фабрики объявили, что ищут покупателя для бизнеса, и поэтому будущее фабрики остается неопределенным.[5]

- (англ. Harris Tweed Hebrides) вновь открыл заброшенную фабрику в Шоубосте в ноябре 2007 года.[6] Основным акционером компании является шотландский бизнесмен Ян Тейлор, который провел последние 30 лет в нефтяной промышленности вместе с Vitol.

## Ткачи

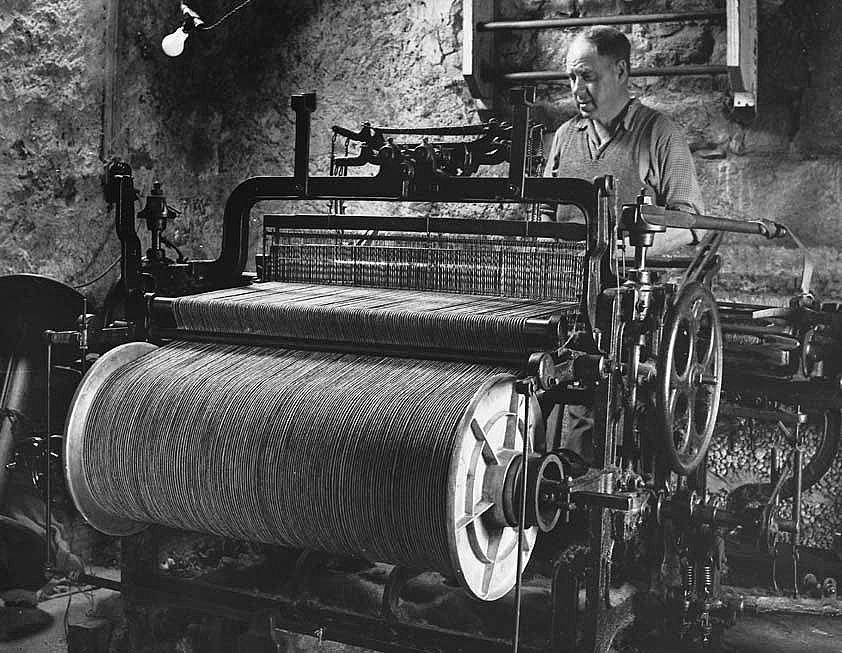
Ткач Harris Tweed

Все ткачи являются самозанятыми и могут работать как «фабричный ткач», заказанный любой из трех фабрик, или как «независимый ткач» производитель и продавец собственной ткани, иногда на частной комиссии. Ткачи снабжаются балочными основами с пучковой нитью и пряжей напрямую с фабрик вместе с инструкциями о том, как должна быть соткана ткань. Как только твид соткан, его забирают на фабрику для обработки и штамповки, после чего фабрика продает его. Независимые ткачи, с другой стороны, должны закупать пряжу на фабриках и самым ее сплетать, часто по собственному дизайну. Затем независимый ткач отправляет свое тканое полотно на фабрику для обработки и штамповки (они оплачивают эти услуги), прежде чем оно возвращается ткачу для продажи от своего имени. Ткач может работать как фабричный рабочий и как независимый ткач.
(англ. Harris Tweed Industry Liaison Group) регулярно встречается для обсуждения проблем, стоящих перед отраслью, и состоит из целого ряда заинтересованных сторон, таких как владельцы фабрик, представители ткачей, представители (англ. Harris Tweed Authority), финансирующие органы, члены местных советов, покупатели и другие отраслевые деятели.

## Процесс производства

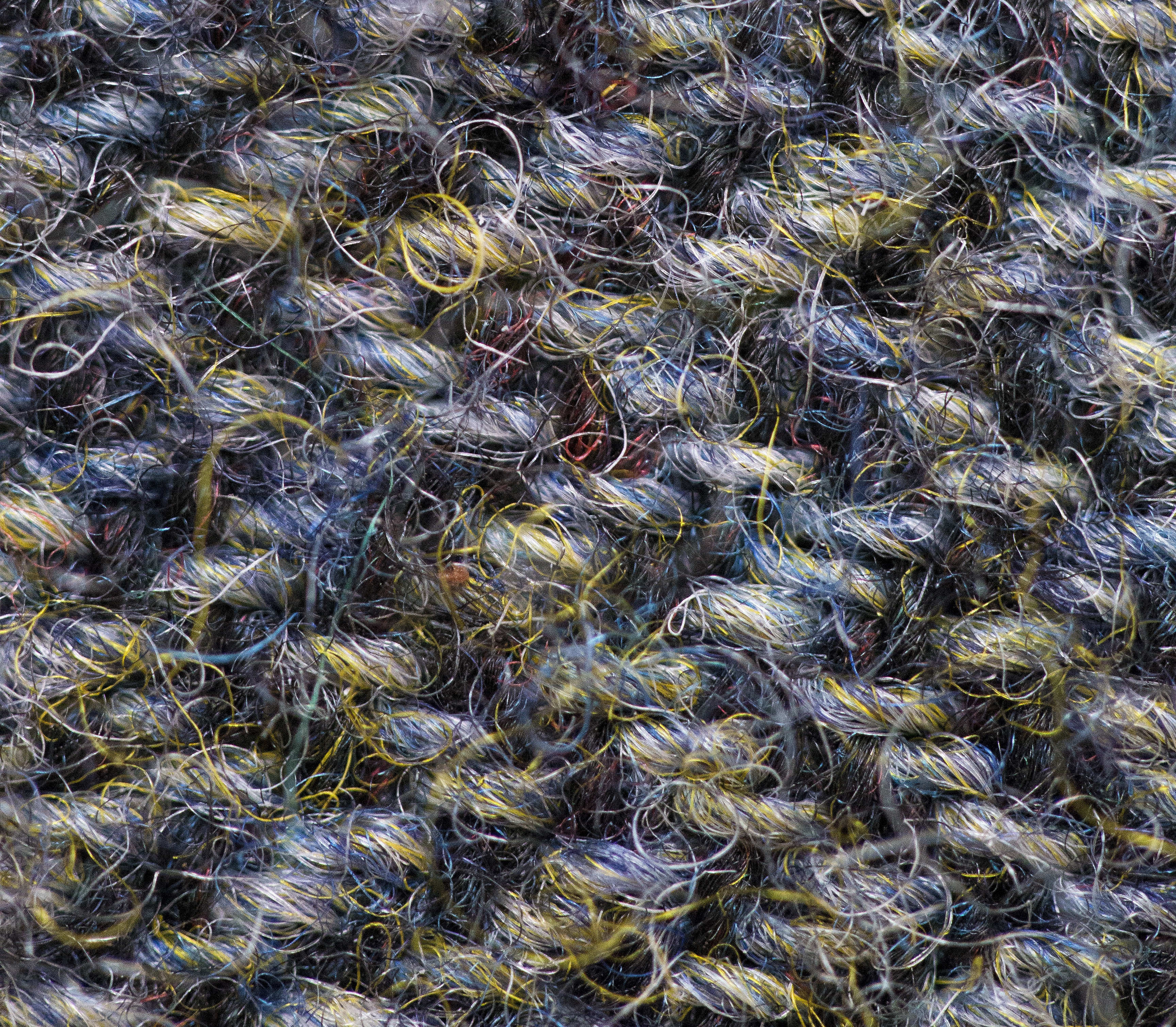
Разноцветная структура Харрис Твид

Создание Харрис Твид начинается с чистой натуральной шерсти, стриженной в шевиотских и шотландских овец. Хотя большая часть шерсти выращивается главным образом на материке Шотландии и Великобритании, в начале лета островные сообщества все еще объединяются, чтобы стричь местных овец, для добавления шерсти в смесь. Два типа шерсти смешивают вместе, чтобы получить преимущества их уникальных качеств и характеристик.
После стрижки шерсть очищают, а затем доставляют в больших кипах на фабрики основных производителей твида, где она затем окрашивается в разные цвета для смешивания.
Свежеокрашенную цветную и белую шерсть взвешивают в заданных пропорциях, а затем тщательно перемешивают вручную придерживаясь точных рецептов для получения правильного оттенка. Затем его укладывают между механическими зубчатыми роликами, которые ворсуют и тщательно перемешивают волокна перед тем, как разделить их на хрупкую зачаточную нить. Затем эту мягкую нить закручивают, чтобы придать ей максимальную прочность для плетения.
В этом жизненно важном процессе тысячи нитей основы собраны в длинные мотки в очень специфическом порядке и намотаны на большие балки, готовые к отправке вместе с пряжей ткачам.

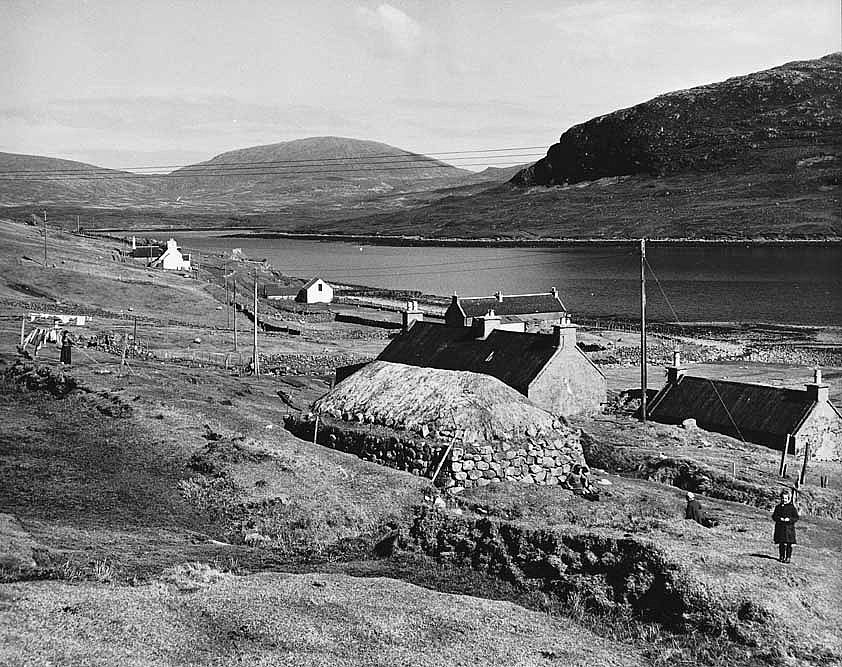
Традиционные дома ткачей

Весь Харрис Твид ткут вручную в домах ткачей на рапирных ткацких станках Bonas-Griffith двойной ширины, если это фабричные ткачи или, как правило, на старом ткацком станке Hattersley одинарной ширины, если это независимый ткач. Ткач «свяжет» свою основу, пропустив каждый конец пряжи через ушки на ножках своего ткацкого станка в определенном порядке, затем начнет плести, исправляя любые ошибки или поломки, которые происходят до конца процесса.

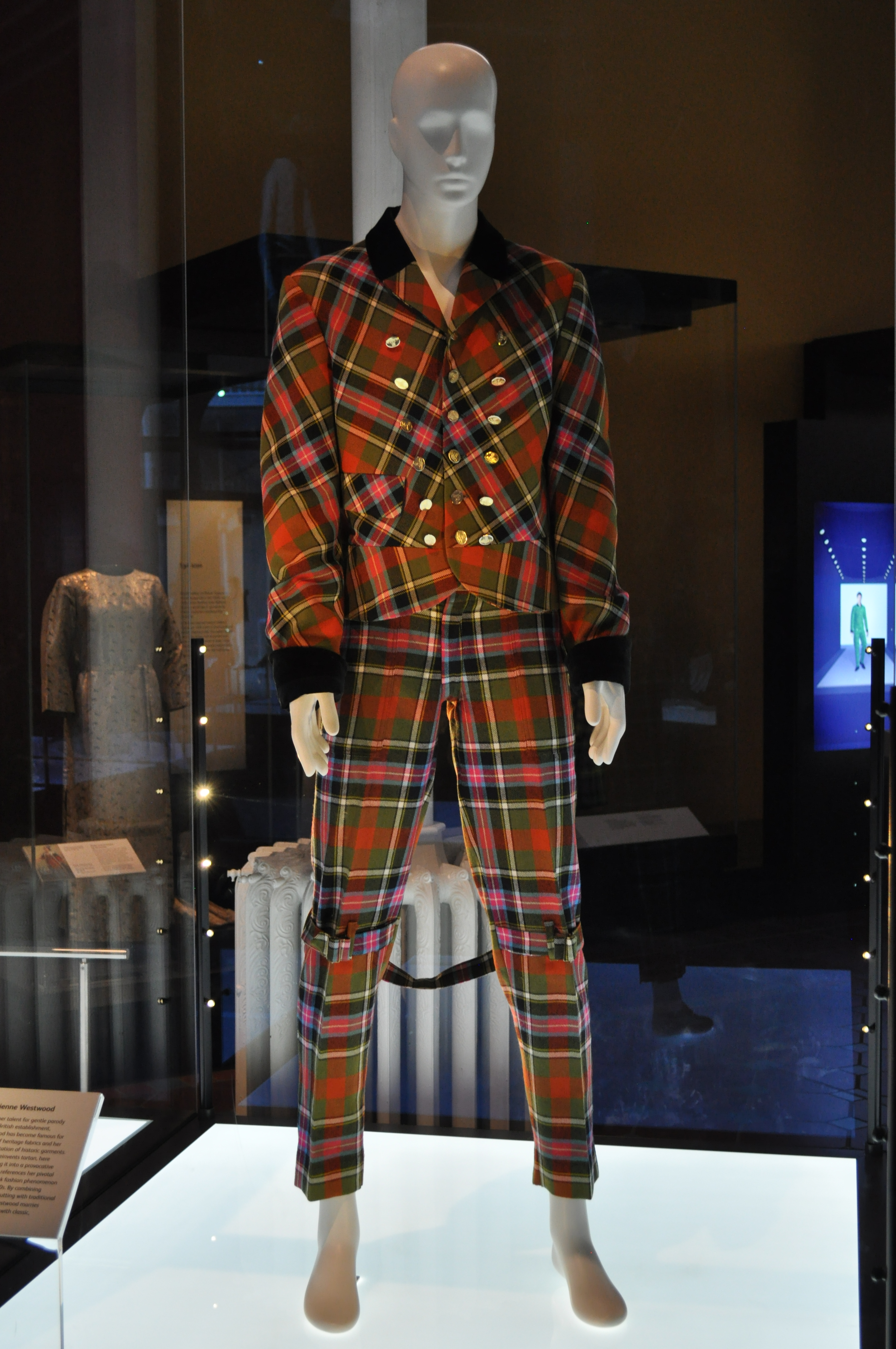
Вивьен Вествуд Харрис Твид 1998

Затем твид возвращается на фабрику в своем «жирном состоянии», и здесь он проходит через руки ткачей, которые исправляют любые недостатки.
После того, как ткань соткали, грязь, жир и другие примеси удаляются путем мытья и полоскания в содовой и мыльной воде перед тем, как ее высушить, отпарить, выкрутить и обрезать.
Последним процессом является проверка независимым представителем (англ. Harris Tweed Authority), который еженедельно посещает фабрики, перед нанесением товарного знака (англ. Orb Mark) (Знак Сферы), который наносится на ткань в качестве печати подлинности.

## Характеристика
Вес: 500—800 гр/м
Тест на износостойкость (англ. Martindale) : 20000-30000 стираний.
Огнестойкость: Британский стандарт BS5852 ,0,1.Сигарета и спичка.

## Харрис Твид сегодня

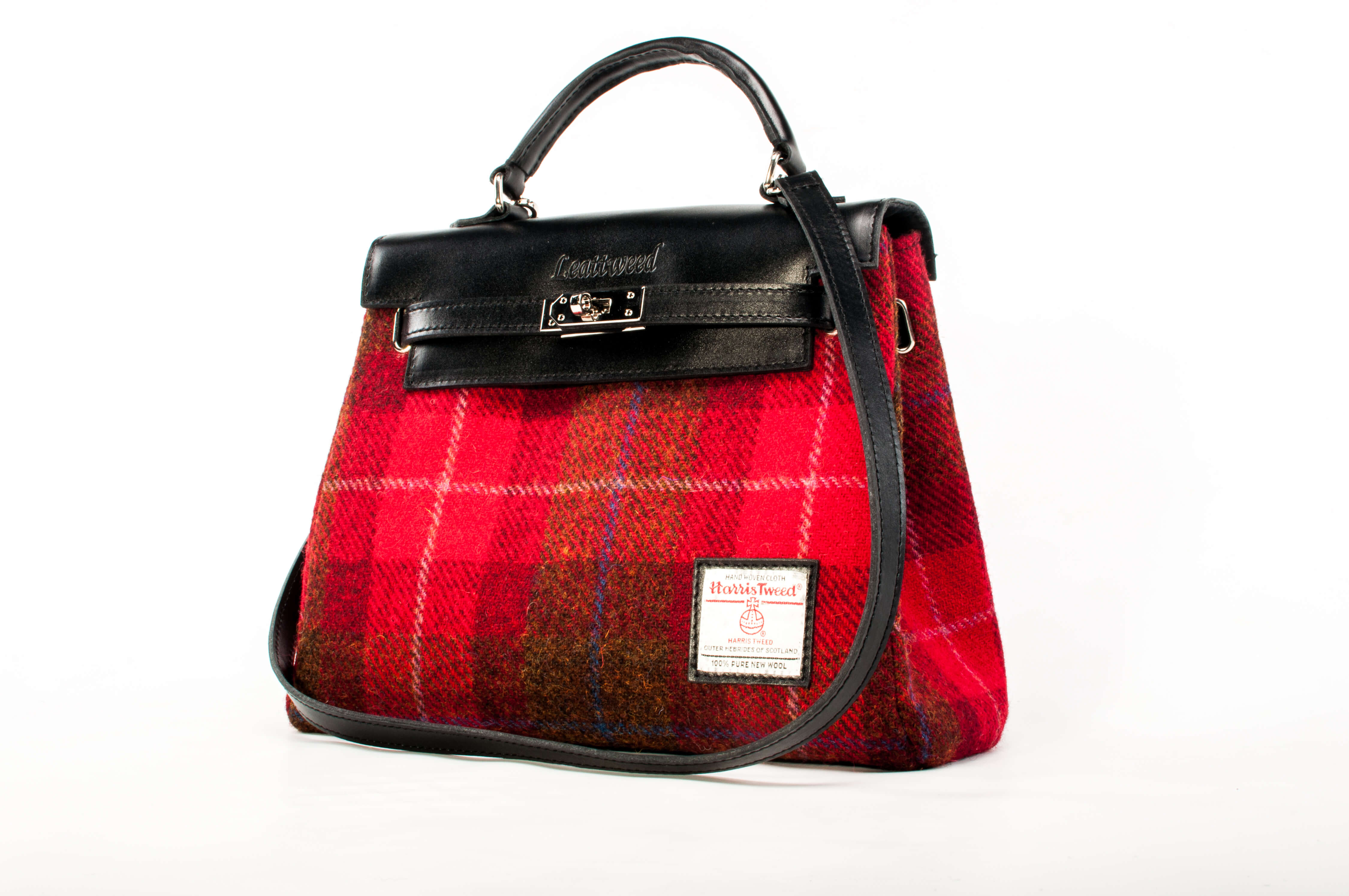
Сумка Харрис Твид

В 2012 году ткацкие фабрики (англ. Harris Tweed) изготовили один миллион метров Харрис Твид по сравнению с 450 000 метров в 2009 году, что было самым высоким показателем за 17 лет. В течение последних трех лет[когда?] Харрис Твид оставался «в тренде», и это стало обычным явлением как в магазинах (англ. High Street), так и на подиумах в коллекциях кутюрье, а рост популярности привел к обучению нового поколения ткачей для удовлетворения производственных нужд.
Харрис Твид используют такие дома моды как: Chanel,
Prada,
Maison Margiela,
Céline
и Hugo Boss .
Такие модельеры и дизайнеры как: Ральф Лорен,
Маноло Бланик,
Вивьен Вествуд,
Найджел Кабурн,
Александр Маккуин,
Валентино,
Том Браун,
Пол Смит
и Маргарет Хауэлл
используют ткань для своих коллекций.
Такие бренды, как A.P.C.,ASOS, Aigle, Adidas, Barutti, Blue de Gênes, Brooks Brothers, Gieves & Hawkes,J. Crew, Marks & Spencer, Nordstrom, The North Face, Primark, Prince of Scots, Rag & Bone, Stone Island, Thomas Pink, Tommy Bahama, Topman используют ткань для курток, верхней одежды и костюмов.

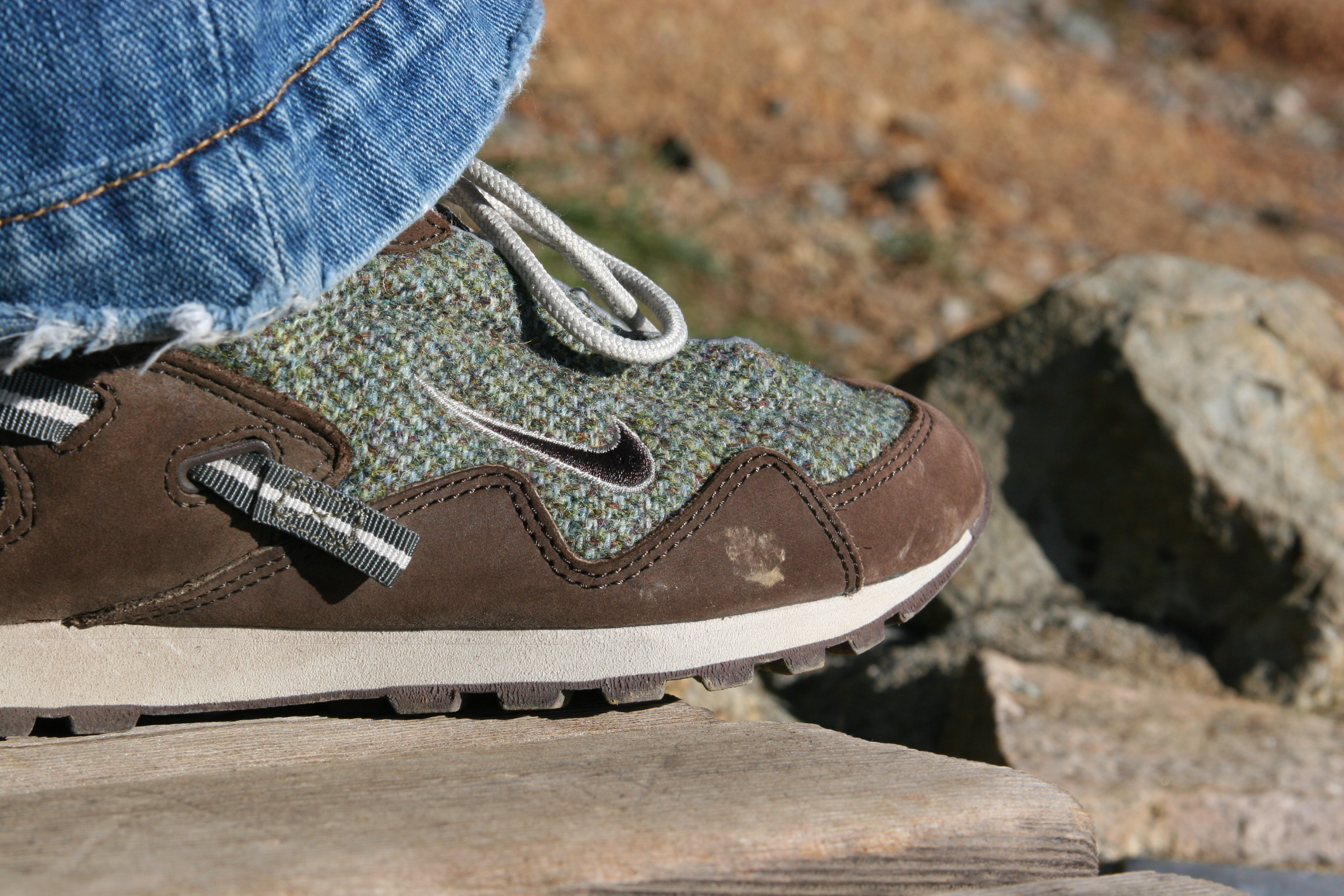
Nike Harris Tweed

Марки обуви также используют Харрис Твид, прежде всего Nike, Clarks, Converse, Dr.Martens, Red Wing Shoes, Timberland, Vans, и Allen Edmonds.
Компания Supreme и Palace используют ткань для изготовления стильных кепок.
Благодаря высокой износостойкости, ткань используют для изготовления сумок или рюкзаков такие бренды: Caradice, Filson, JW Anderson,Marks & Spencer, The North Face, Trakke.
Шотландская инжиниринговая компания, которая производит Hi-Fi и аудио оборудование Linn Products производит акустические системы обтянутые тканью Харрис Твид ценой от 10000$.
В 2014 году шотландский производитель виски Johnnie Walker совместно с (англ. Harris Tweed Hebrides) выпустили ткань, которая пахнет виски.
Рынок роскошных интерьеров также расширяется после использования более 90000 метров Харрис Твид в пятизвёздочном отеле
Blasthswood Square
в Глазго в 2008 году.
Харрис Твид регулярно участвует на Pitti Uomo.
Новые рынки появляются в странах БРИКC, а более традиционные рынки возрождаются в США и Европе, а также в странах Восточной Азии, включая Южную Корею. Прогнозы продаж весьма оптимистичные для ткани Харрис Твид.